# Syzygium littorale
Syzygium littorale är en myrtenväxtart som först beskrevs av Carl Ludwig von Blume, och fick sitt nu gällande namn av Gerda Jane Hillegonda Amshoff. Syzygium littorale ingår i släktet Syzygium och familjen myrtenväxter.
Artens utbredningsområde är Java. Inga underarter finns listade i Catalogue of Life.